# Ритурнель
Ритурне́ль (фр. ritournelle, от итал. ritornello, от ritorno — «возвращение») — инструментальное вступление, интермедия или завершающий раздел в вокальном произведении или танце.
В некоторых случаях ритурнель, прозвучавшая в начале произведения как вступление, повторяется в конце уже в качестве коды. В случае, если одна и та же ритурнель звучит не только в начале и конце, но и в середине произведения, она начинает играть роль рефрена.
В конце XVII — начале XVIII века ритурнель использовалась также в балете в качестве инструментального вступления к танцу.